# Takatsukasa Morohira
Takatsukasa Morohira (鷹司 師平) (1310 - 1353), fils de Takatsukasa Fuyuhira, est un noble de cour japonais (kugyō) de l'époque de Muromachi (1336–1573). Takatsukasa Fuyunori l'adopte. Son fils est Takatsukasa Fuyumichi.
Morohira exerce la fonction de régent kampaku de 1342 à 1346.
- 1342 (Koei,1er mois): Le régent Ichijō Tsunemichi perd son titre et Morohira lui succède[1]
- 1346 (Jōwa, 2e mois): Morohira est libéré de ses devoirs de kampaku; il est remplacé par Nijō Yoshimoto[1].

## Source de la traduction
- (en) Cet article est partiellement ou en totalité issu de l’article de Wikipédia en anglais intitulé « Takatsukasa Morohira » (voir la liste des auteurs).